# James Albert Bonsack

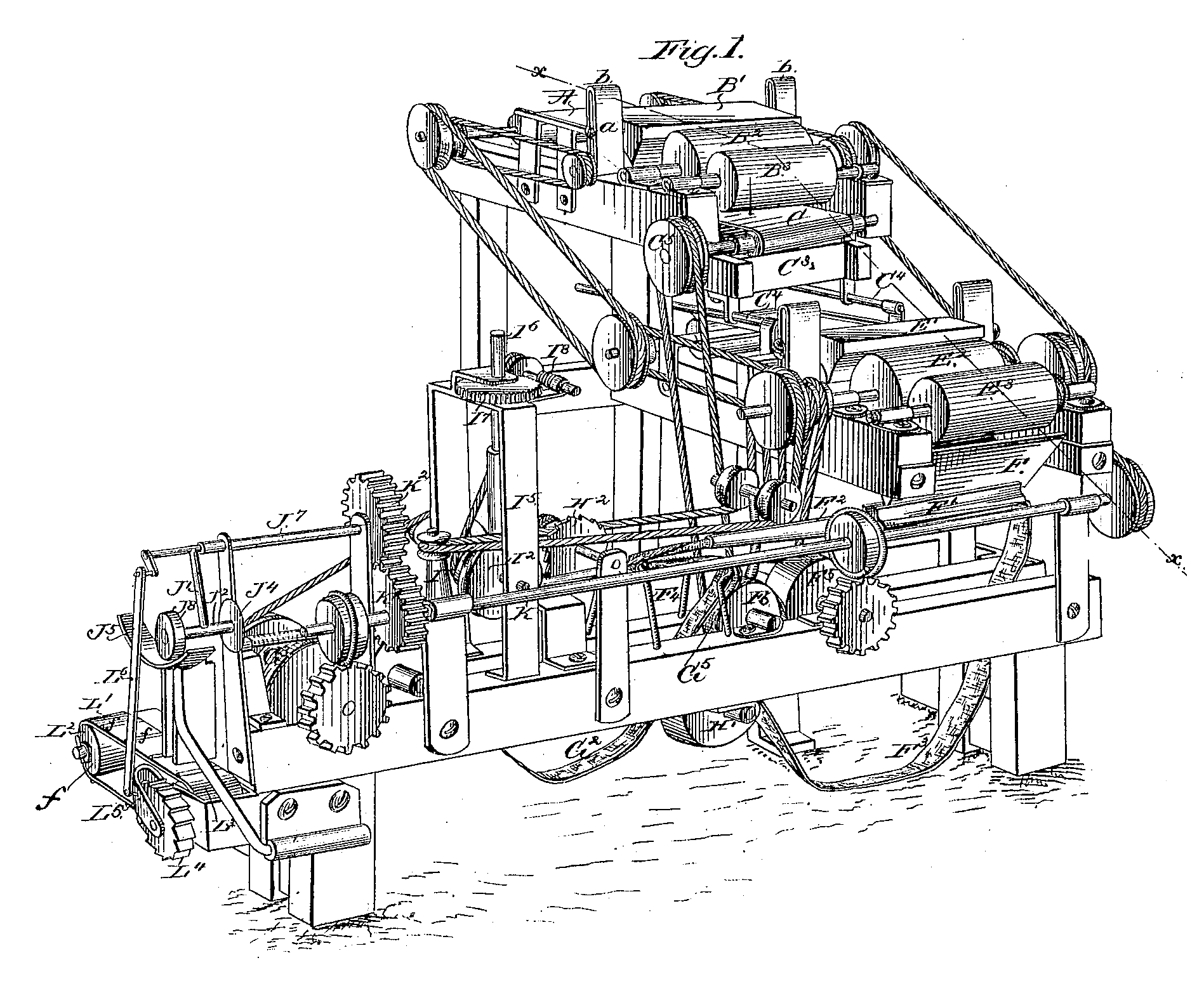
Maszyna Bonsacka, rysunek z patentu 238,640

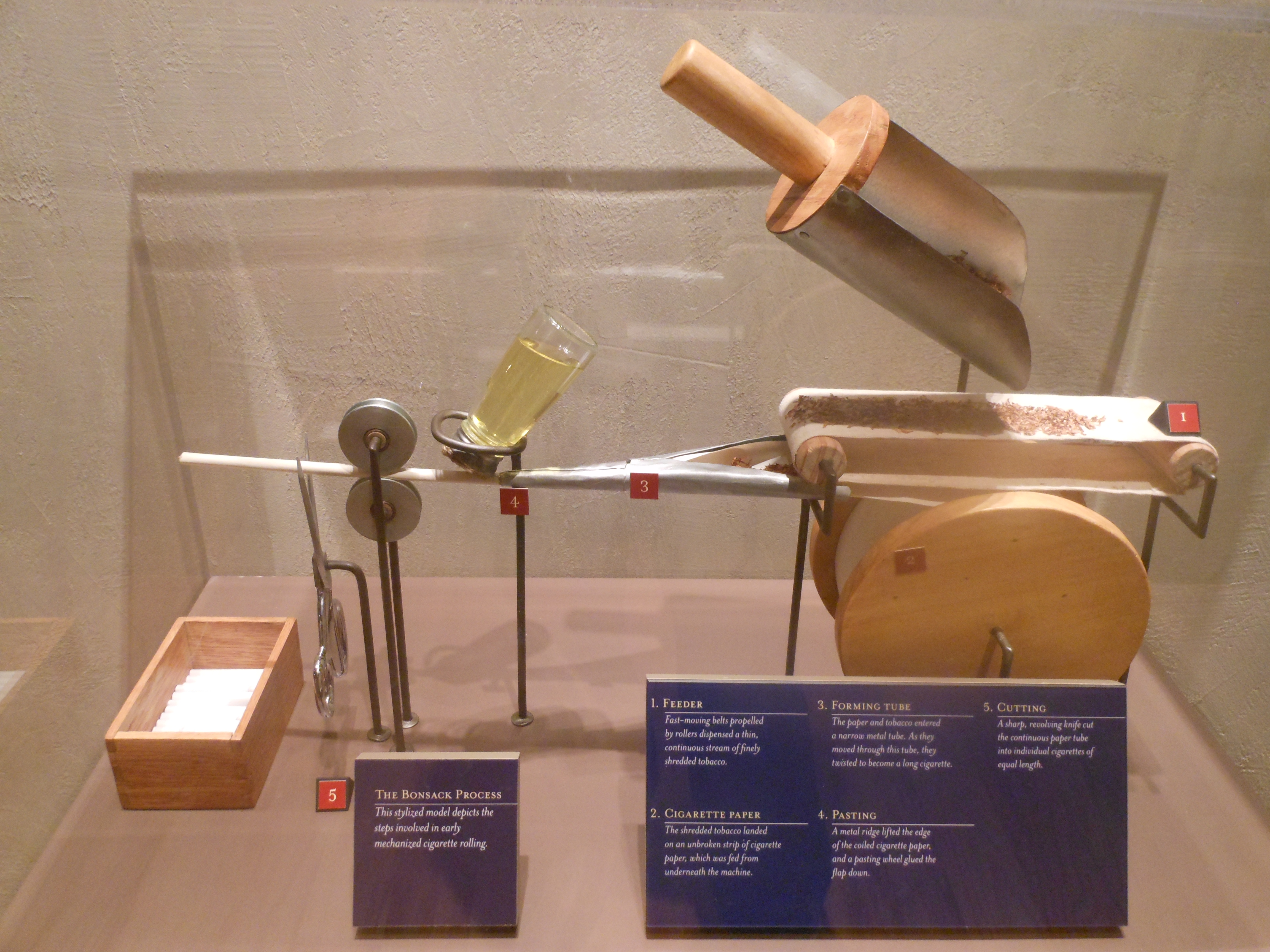
Schemat mechanizmu działania maszyny Bonsacka

James Albert Bonsack (ur. 9 października 1859 w Bonsack, zm. 2 czerwca 1924) – amerykański wynalazca, twórca pierwszej przemysłowej maszyny do zwijania papierosów w 1880 roku.

## Życiorys

### Dzieciństwo
Przyszedł na świat 9 października 1859 w Bonsack, małej miejscowości w Roanoke County w stanie Wirginia. Jego rodzicami byli Jacob Bonsack i Sarah Bonsack z domu Whitmore. Miał siedmioro rodzeństwa. Ojciec był zamożnym właścicielem zakładu przeróbki wełny.

### Działalność wynalazcza i przemysłowa
Jego zainteresowanie produkcją papierosów wzięło się z gigantycznej ówcześnie nagrody w wysokości 75 000 USD (ponad 1740 tys. USD w cenach z 2019), którą w 1875 r. firma Allen and Ginter Tobacco Company z Richmond w Wirginii zaoferowała za wynalezienie skutecznej maszyny zdolnej do zwijania papierosów. W latach siedemdziesiątych XIX wieku były one nadal wytwarzane ręcznie, przy czym wykwalifikowany pracownik mógł wytworzyć średnio tylko 200 papierosów w czasie jednej zmiany, a z 96 centów ceny sprzedaży tysiąca gotowych ręcznie robionych papierosów, po odjęciu kosztów pracy pozostawało zaledwie 10 centów.
Dzięki znajomości maszyn w zakładzie ojca wierzył, że może sobie z tym wyzwaniem poradzić. Początkowo pracował z kilkoma kolegami, ale szybko wykupił ich udziały, gdy stracili zainteresowanie projektem. W owym czasie skonstruował element zwijający bibułkę wokół tytoniu, wykonany z blachy mosiężnej.
W 1878 został przez rodziców wysłany do Roanoke College w Salem, ale był już wówczas tak zaprzątnięty ideą zbudowania maszyny wytwarzającej papierosy, że zaniedbywał naukę i ostatecznie przerwał ją. Dostał wówczas od ojca przestrzeń na mały warsztat w zakładzie. Powstał w nim mechanizm zasilania zwijacza (w czym miał udział brat Jamesa) i nóż automatycznie odcinający gotowe papierosy. Podjęta wówczas próba opatentowania rozwiązań doprowadziła do odkrycia, że trzy lata wcześniej patent na podobną, ale mniej sprawną maszynę uzyskał Albert Hook. Ostatecznie Jacob Bonsack, wierzący w talent syna, wyłożył 18 000 USD (ponad 460 tys. USD w cenach z 2019) na wykupienie patentu Hooka. Gdy maszyna Bonsacka była gotowa do przetransportowania do siedziby Allen and Ginter Tobacco Company, spłonęła na stacji kolejowej w Lynchburgu. Za wypłacone mu odszkodowanie Bonsack odbudował ją w ulepszonej postaci i złożył wnioski o patenty, które zostały przyznane w 1881: patent USA numer 238 640 od 8 marca 1881 r. i numer 247 795 od 4 października 1881 r.
Utworzono firmę Bonsack Machine Corporation, której udziałowcami byli James Albert Bonsack, jego ojciec Jacob, przyjaciel rodziny D.B. Strouse oraz bankier, w innym źródle opisany jako P.A. Krise, sekretarz i skarbnik spółki. Funkcje zarządcze w kolejnych latach sprawował głównie Strouse.
Maszyna Bonsacka była w stanie wyprodukować 70 000 papierosów w ciągu dnia, a po osiągnięciu pełnej wydajności nawet 120 000, co stanowiło wówczas 20% zapotrzebowania rynkowego w USA, rewolucjonizując przemysł papierosowy i zastępując pracę 40 do 50 robotników. Ostatecznie Allen and Ginter, mimo pozytywnych wyników testów, nie zdecydowali się na oparcie produkcji na maszynie Bonsacka. Zrobił to w 1883 roku James Buchanan „Buck” Duke, osiągając w 1885 roku 10%, a w 1890 roku 40% udziału w rynku amerykańskim. Model biznesowy przyjęty przez Bonsack Machine Corporation przewidywał, że dostawca na swój koszt instalował u odbiorcy maszyny i zapewniał ich obsługę, pobierając za to opłatę około 30 centów za każdy tysiąc wyprodukowanych papierosów (w przybliżeniu 2/3 kosztu zwinięcia ich ręcznie). Duke wynegocjował znaczny upust w opłatach licencyjnych w porównaniu ze wszystkimi konkurentami. Jednak nadal Bonsack otrzymywał 24 centy za każdy tysiąc wyprodukowanych papierosów.  W końcu Duke uzyskał nawet wyłączność na stosowanie maszyn Bonsacka. W efekcie dostępu do technologii produkcji masowej i stosowanych innowacyjnych metod zarządzania, reklamy i sprzedaży, Duke mógł stworzyć American Tobacco Company, przejmując kontrolę nad głównymi konkurentami, w tym także firmą Allen and Ginter.  Powstałe przedsiębiorstwo stało się w efekcie niemal całkowitym monopolistą na rynku amerykańskim, do czasu przymusowego podziału po postępowaniu antymonopolowym i zamykającym ostatecznie sprawę wyroku Sądu Najwyższego w 1911 r.
Poważny udział w udoskonalaniu maszyn mieli także technicy Bonsack Machine Corporation pracujący u jej klientów: William T. O’Brien i William A. Hulse, który aktywnie współdziałał przy uruchomieniu maszyn Bonsacka w Południowej Afryce, Szanghaju i Manili. Dokonał on już po zaprzestaniu zatrudnienia ulepszeń technicznych w maszynach, co doprowadziło do długiego, precedensowego sporu prawnego o prawa własności do jego wynalazków, ostatecznie wygranego przez pracodawcę.

## Ocena
William Hammack ocenił, że wynalazek Jamesa Alberta Bonsacka mógłby postawić go w rzędzie wynalazców o największym wpływie na XX wiek, obok Aleksandra Grahama Bella, Thomasa A. Edisona i braci Wright.

## Życie prywatne
1 lutego 1893 ożenił się z Anną z domu Musser (28 listopada 1860 – 27 listopada 1930). Mieli czworo dzieci.